# 阿萨姆语文学
阿萨姆语属于印欧语系印度-伊朗语族印度-雅利安语支，是印度东北部阿萨姆邦的官方语言。它的语法、词汇较为成熟，是从东部俗语发展而来。最早的的阿萨姆语书面文学可追溯到13世纪。早期阿萨姆语文学与宗教运动联系紧密，而现代阿萨姆语文学直到19世纪的后六十年才在基督教影响下开始产生。

## 古代文学
阿萨姆最早的文学是民歌、民谣，可追溯到6世纪，这些早期口头文学与奥里萨语文学和孟加拉语文学颇有相近之处。最初的阿萨姆书面文学带有宗教性质，受梵文影响很大。在十四世纪，阿萨姆语写作受到当地君主王公的庇护，得以发展。一位早期诗人马特布甘德利应卡查里国王默哈默尼基亚之邀译写了《罗摩衍那》。《摩诃婆罗多》的一些片段亦被译成阿萨姆语。这一时期还出现了赞颂“蛇女神”马纳莎的诗歌和寓言。
15世纪，巽格尔代沃发起了新毗湿奴派运动，促进了阿萨姆文学的发展。代沃及信徒在传道的同时，在文化、教育等发面帮助阿萨姆人。巽格尔代沃与其信徒、诗人阿南德·根德利、马特沃代沃等人合作翻译改写了两大史诗和《薄伽梵歌》片段，还创作了大量“巴尔基特”体宗教诗和“安基雅”体宗教剧，推广毗湿奴教义。“安基雅”剧至今仍在阿萨姆乡间流行。16世纪，卡姆拉普的帕德代沃开始尝试不用诗体，而是用散文体写宗教文章。他将《薄伽梵歌》完整的译成阿萨姆语。
17世纪，阿豪姆国王们继续资助阿萨姆文作家。当时有一种散文体编写的历史纪事，称为《菩愣记》。《菩愣记》的一般是书吏受国王之命而作，取材自国书、外交函件和诉讼记录。也有些是由不知名的普通人写的。内容一般是颂扬贵族们的功业。当时受教育的阿萨姆人都必须了解《菩愣记》。另外还有一些散文体、诗歌体的教科书，涉及到医学、天文学、数学、舞蹈等方方面面。另一些诗集则讲述艳情故事，《牧童歌》也有了多种阿萨姆文译本。

## 近现代文学
18世纪至19世纪初，阿萨姆爆发了连年内战。1827年，阿萨姆终被英军侵占。1836年，阿萨姆语失去了官方地位，随后几十年一直被英国殖民政府压制。1846年美国传教士在锡布萨加尔出版了阿萨姆语月刊《日出》以便传教，还印出教科书以推广教育。1882年，阿萨姆语在传教士和当地人民的推动下重新成为合法语言。
民族主义日益在阿萨姆语写作中扮演重要角色。阿南德拉姆·代基维尔·菩根的诗歌抨击英国殖民者。海姆钱德拉·伯鲁阿努力更正传教士式的阿萨姆语音韵，使它回归梵语古典文学的风格，为此写出专著《阿萨姆语法》（1873），除此之外还写有批判鸦片贸易的剧本《吸鸦片者》（1861）和讽刺宗教的小说《表里不一》。古纳皮拉姆·伯鲁阿的剧本《拉姆纳沃米》讲述年轻寡妇纳沃米与拉姆钱德拉相爱，但被封建势力迫害的悲剧，为现代阿萨姆戏剧铺平了道路。
1889年，钱达尔古马尔·阿格尔瓦拉、勒克什米纳特·贝杰伯鲁阿、海姆钱德拉·高斯瓦米、伯德莫纳特·高罕·伯鲁阿在加尔各答创办了《萤火虫》月刊，他们对英国浪漫主义文学和阿萨姆民间文学都有浓厚的兴趣。贝杰伯鲁阿是优秀诗人和散文家。他的诗歌不但更具音乐性，而且创造了新的形式和措词。他通过爱情诗、自然诗、叙事诗等不同形式，对过去的时代加以理想化，表达民族主义的感情。钱达尔古马尔·阿格尔瓦拉的诗歌则受奥古斯特·孔德和毗湿奴派宗教思想影响。杜尔盖什沃尔·夏尔马和尼尔默尼·菩根的诗亦和萤火虫派相类。
同时期的著名长篇小说有高罕·伯鲁阿《拉赫莉》（1890）和《帕努默蒂》（1892），以及拉贾尼甘德·伯尔德来的《默努默蒂》（1900）、《罗哈代·里吉利》（1930），它们都是爱情小说，以阿豪姆王朝和缅甸入侵为时代背景。高罕·伯鲁阿同时也工于喜剧，他的《村长》写一位负责、勤劳的村长受到巡视官员的侮辱，反映了殖民地的生活图景。格默拉甘德·帕达加尔的诗集《焦虑》（1890）和《思潮》（1933），赞颂了阿萨姆往日的辉煌，并希图唤起民众为国家的独立和民主而奋斗。
希代什沃尔·伯尔伯鲁阿酷爱英国文学，深受莎士比亚、弥尔顿和华兹华斯影响，开创了阿萨姆语无韵诗、十四行诗和哀歌的传统。他的《一位阿萨姆战斗女英雄》（1896）和《格莫达普尔的毁灭》（1899）取材于阿萨姆历史，充满英雄主义激情。安比卡吉利·拉耶乔图里的《你》（1915）是十音节的象征主义诗歌，表现美的幻想，富于音乐性。被称为“花鸟诗人”的拉库纳特·乔图里受迦梨陀娑影响，其诗《夜莺》和《鸟性》主要赞美大自然。颓废诗人叶丁德拉纳特·杜阿拉创作了许多关于河流、船舶和船夫的诗歌，并将在1926年将《鲁拜集》译为阿萨姆语。女诗人纳丽尼巴拉·代维的诗集《傍晚的音乐》、《梦境的音乐》和《护符》则表现出神秘的感伤。
20世纪30年代以后，阿萨姆语长篇小说渐趋成熟，现实主义和心理分析的作品越来越多。这时出现的社会小说有希尔什·代卡的《时代的人》、钱德拉甘德·高盖的《金犁》、高文德·黙亨德的《农民子孙》等。乔盖什·达斯的《不再有云》（1955）反映了第二次世界大战对社会伦理道德的破坏，比楞德尔古马儿·帕达尔加尔耶的《大路的召唤》（1957）则描写一个理想主义青年试图革除社会弊病，心理描写在小说中得以大量运用。T·S·艾略特的象征主义亦影响了阿萨姆诗人，海姆·伯鲁阿和纳沃甘德·伯鲁阿是其中的佼佼者。